# チカソー郡 (ミシシッピ州)
チカソー郡（英: Chickasaw County）は、アメリカ合衆国ミシシッピ州の北部に位置する郡である。2010年国勢調査での人口は17,392人であり、2000年の19,440人から10.5%減少した。郡庁所在地はヒューストン市（人口3,623人）、およびオコロナ市（人口2,692人）の2つである。郡名はこの地域に数百年間も住んでいたチカソー族インディアンから採られた。チカソー族の大半は1830年代にインディアン準州に移住したが、幾らかは留まり、アメリカ合衆国市民になった。
20世紀初期、郡内の未編入の町であるブエナビスタに州内初の農業高校が開校した。南部農業のパイオニアであり、長く農業関連の出版者、ワシントンD.C.の農業調整局の役人でもあったカリー・コブが、1908年から1910年までこの高校の校長を務めた。

## 地理
アメリカ合衆国国勢調査局に拠れば、郡域全面積は504.27平方マイル (1,306.1 km2)であり、このうち陸地501.56平方マイル (1,299.0 km2)、水域は2.71平方マイル (7.0 km2)で水域率は0.54%である。

### 主要高規格道路
- アメリカ国道45号線
- ミシシッピ州道8号線
- ミシシッピ州道15号線
- ミシシッピ州道32号線
- ミシシッピ州道41号線
- ミシシッピ州道47号線
- ナチェズ・トレイス・パークウェイ

### 隣接する郡
- ポントトク郡 - 北
- リー郡 - 北東
- モンロー郡 - 東
- クレイ郡 - 南東
- ウェブスター郡 - 南西
- カルフーン郡 - 西

### 国立保護地域
- ナチェズ・トレイス・パークウェイ（部分）
- トンビッグビー国立の森（部分）

## 人口動態
以下は2000年の国勢調査による人口統計データである。
| 基礎データ - 人口: 19,440人 - 世帯数: 7,253 世帯 - 家族数: 5,287 家族 - 人口密度: 15人/km2（39人/mi2） - 住居数: 7,981軒 - 住居密度: 6軒/km2（16軒/mi2） 人種別人口構成 - 白人: 56.89% - アフリカン・アメリカン: 41.26% - ネイティブ・アメリカン: 0.19% - アジア人: 0.17% - 太平洋諸島系: 0.04% - その他の人種: 0.99% - 混血: 0.45% - ヒスパニック・ラテン系: 2.29% 先祖による構成 - イギリス系：44.1% - アフリカ系：41% - スコットランド・アイルランド系：13.5% | 年齢別人口構成 - 18歳未満: 28.6% - 18-24歳: 9.3% - 25-44歳: 27.6% - 45-64歳: 21.0% - 65歳以上: 13.5% - 年齢の中央値: 34歳 - 性比（女性100人あたり男性の人口） - 総人口: 92.6 - 18歳以上: 87.4 世帯と家族（対世帯数） - 18歳未満の子供がいる: 36.3% - 結婚・同居している夫婦: 50.8% - 未婚・離婚・死別女性が世帯主: 18.0% - 非家族世帯: 27.1% - 単身世帯: 24.9% - 65歳以上の老人1人暮らし: 11.9% - 平均構成人数 - 世帯: 2.65人 - 家族: 3.17人 | 収入と家計 - 収入の中央値 - 世帯: 26,364米ドル - 家族: 33,819米ドル - 性別 - 男性: 25,459米ドル - 女性: 20,099米ドル - 人口1人あたり収入: 13,279米ドル - 貧困線以下 - 対人口: 20.0% - 対家族数: 16.8% - 18歳未満: 23.9% - 65歳以上: 22.4% |

## 都市と町

### 都市
- オコロナ - 郡庁所在地
- ヒューストン - 郡庁所在地

### 町
- ニューフールカ

### 村
- ウッドランド

### 未編入の町
| - ブエナビスタ - イージプト - マッコンディ | - パイランド - スパータ - ソーン | - トレブロック - バンブリート |

## 著名な出身者
- ミラン・ウィリアムズ、コモドアーズの創設メンバー、キーボード奏者